# Крус-Бей
Крус-Бей (англ. Cruz Bay) — город, расположенный в западной части острова Сент-Джон (Американские Виргинские Острова). Население — 2 743 чел. (по данным на 2000 г.)

## География
Круз-Бей, расположен на западном побережье Сент-Джона и является крупнейшим коммерческим центром острова. Основной доступ к Сент-Джону осуществляется через гавань Круз-Бэй. Частые рейсы барж и паромов, в том числе автомобильных, соединяют Сент-Джон с соседним более развитым островом Сент-Томас.

## Галерея
- Виды городка Крус-Бей

## История
Крус-Бей-имеет богатую историю, начиная с его основания в 1777 году как миссия Сантьяго де Крус. Впоследствии город превратился в важный центр торговли и сельского хозяйства. В 20 веке, особенно в послевоенные годы, Крус-Бей претерпел значительные изменения, став центром высоких технологий и инноваций. Этот город стал известен как «Кремниевая долина», где расположены множество ведущих технологических компаний, стартапов и исследовательских центров. Сегодня Крус-Бей остается одним из наиболее динамичных и важных экономических центров в мире, привлекая предпринимателей, инноваторов и специалистов со всего света.